# Alexandre Livingstone
Alexandre Livingstone (mort le 6 novembre 1451) un  noble écossais qui fut Gardien de l'Écosse de 1439 à 1449 pendant la minorité du roi Jacques II d'Écosse

## Biographie
Alexandre Livingstone est le fils de Sir John Livingstone de Callendar près de Falkirk dans le Stirlingshire et d'une fille de Sir John Menteith de Kerse. C'est un relatif inconnu lorsqu'il devient otage en Angleterre en 1423, lors des négociations qui aboutissent à la libération de Jacques Ier d'Écosse. Libéré il est fait chevalier par le roi et devient l'un de ses conseillers privé c'est à ce titre qu'il participe à la condamnation à mort l'ex régent Murdoch Stuart en 1425. Il est ensuite nommé gouverneur du Château de Stirling. Après le meurtre du roi Jacques Ier en 1437 la régence de son jeune fils et successeur est assurée par la reine Jeanne Beaufort et Archibald Douglas 5e comte de Douglas, petit-fils par sa mère du roi Robert III d'Écosse. Alexandre Livingstone est nommé tuteur du jeune garçon par le Parlement
Après la mort du régent Archibald Douglas en juin 1439, le contrôle de la personne du jeune roi devient le gage de l'exercice du pouvoir. Une lutte sauvage oppose Alexandre Livingstone ses parents et amis, la reine mère et Wiliam Crichton gouverneur du château d'Edimbourg qui devient en outre Lord Chancelier d'Écosse en mai/juin 1439 à la place de l'évêque de Glasgow John Cameron.
La régente tente de soustraire son fils à Crichton, et de quitter Édimbourg pour se mettre sous la protection d' Alexander Livingstone au château de Stirling. Le 1er mai 1439 par un coup de main audacieux le chancelier Wiliam Crichton réussit à s'emparer de la personne de Jacques II d'Écosse et à l'emmener à château d'Edimbourg. Afin d'assurer sa protection et celle de son fils la reine organise son remariage avec un parent de son défunt époux; John Stuart le Chevalier noir de Lorne. Alexandre Livingstone qui craint qu'elle se prépare ainsi à prendre le pouvoir, la capture ainsi que son nouvel époux le 3 aout et les enferme à Stirling. Il n'accepte de les libérer le 4 septembre qu'à la condition qu'elle renonce en sa faveur à son douaire de 4.000 marks par an et lui abandonne la garde de Jacques II d'Écosse dont Wiliam Crichton s'était de nouveau emparé... Sous la pression de l'église d'Écosse les deux rivaux finissent pas conclure un accord.
Au cours des trois années suivantes Alexandre Livingstone et William Crichon agissent de concert notamment lors de l'exécution en 1440 de William Douglas et de son frère David fils de l'ancien régent. En 1441 ils envoient une ambassade en Bretagne afin de négocier l'union d'Isabelle d'Écosse, la seconde fille de Jacques Ier avec François le fils ainé et héritier du duc Jean V de Bretagne. Le mariage est célébré le 30 octobre 1442.
La mort en mars 1443 de James 7e comte de Douglas modifie la situation. Son fils ainé et successeur William Douglas 8e comte s'allie aux Livingstone contre le chancelier Crichton. En août 1443 ils détruisent le château de Barton propriété de Georges Crichton, amiral d'écosse et parent du chancelier. Un conseil tenu à Edimbourg en novembre de la même année exclut du gouvernement l'ensemble de la famille Crichton et démet de le Chancelier de son office. Ce dernier reste toutefois maitre de la forteresse d'Édimbourg. En octobre 1444 le Parlement écossais prononce la majorité du roi Jacques II et en 1445 après un siège de 9 mois William Crichton est obligé de capituler et de rendre le château ce qui lui permet de retrouver la confiance du roi.
En 1448 des négociations commencent avec le royaume de France et le duché de Bourgogne afin de trouver une épouse digne de son rang pour Jacques II. Le roi se marie avec Marie d'Egmont le 3 juillet 1449 une petite-nièce de Philippe le Bon. Trois mois après leur union le 23 septembre 1449 Alexandre Livingstone et ses fils James et Alexandre sont arrêtés ainsi que d'autres membres de leur famille et internés dans la forteresse de Blackness. Lors du premier Parlement convoqué par Jacques II le 19 janvier 1450 Alexandre Livingstone, ses deux fils et ses familiers sont accusés de haute trahison. Alexandre Livingstone est condamné à être interné au Château de Dumbarton jusqu'à sa mort. Son second fils Alexandre Livingstone de Phildes et son parent le trésorier Robert Livingstone sont exécutés le 3e jour après l'ouverture de la cession des états.

## Union et postérité
Alexandre Livingstone épouse Janet une fille de James Dundas, dont:
- James Livingstone, 1er Lord Livingstone de Callendar (mort en 1467)
- Alexander Livingstone de Phildes (exécuté le 22 janvier 1450)
- Janet Livingstone épouse  James Hamilton de Cadzow
- Elisabeth Livingstone

## Sources
- (en) Cet article est partiellement ou en totalité issu de l’article de Wikipédia en anglais intitulé « Alexander Livingston of Callendar » (voir la liste des auteurs).
- (en)  The peerage of Scotland: a genealogical and historical account of all the Peers of that ancient kingdom ,Edinbourg 1716 p. 275-279.
- (en) Mike Ashley The Mammoth Book of British Kings & Queens Robinson (Londres 1998)  (ISBN 1841190969) « James II » p. 559-560.
- (en) Steve Boardman The First Stewart Dynasty 1371-1488  The New Edinburgh History of Scotland Edinburgh University Press (Edinburgh 2006)  (ISBN 978-0748612352).